# シント＝トロイデン
シント＝トロイデン（オランダ語: Sint-Truiden [sɪn ˈtʀœydə(n)]）またはサン＝トロン（フランス語: Saint-Trond [sɛ̃ tʁɔ̃]）は、ベルギーのリンブルフ州にある都市であり、また基礎自治体である。ハッセルトやトンゲレンに近い。基礎自治体はアールスト (Aalst)、ブルステム (Brustem)、ドゥーラス (Duras)、エンゲルマンスホーフェン (Engelmanshoven)、ヘリンデン (Gelinden)、ホルセム (Gorsem)、フロート＝ヘルメン (Groot-Gelmen)、ハルマール (Halmaal)、ケルコム＝ベイ＝シント＝トロイデン (Kerkom-bij-Sint-Truiden)、メルフェレン (Melveren)、オルディンゲン (Ordingen)、ルンケレン (Runkelen)、フェルム (Velm)、ヴィルデレン (Wilderen)、ゼッペレン (Zepperen)の各村落を併せて設けられた。

## 歴史

### 成立と黄金時代
フランク貴族の聖トルードが7世紀に建てた修道院の周囲に、市は形成された。彼の死後、修道院は聖地とされ、近くの町々に富をもたらした。発展は11世紀のアデラルドゥス修道院長の時期にピークに達した。当時のメス司教の記録によると、修道院には本堂のほかに聖母マリアと聖ガンガルフスの二軒の教会が建てられた。土塁もこのころめぐらされたが、1129年に城門と望楼もろとも石造りに改築された。綿工業とイングランド、シャンパーニュ、ドイツなどとの交易で栄えた。
13世紀に入るとリエージュ司教区の「主要23都市」に列せられた。いまの市庁舎には当時、屋内市場が建っていた。ギルド（同業者組合）連盟が自治を担い、市の象徴的元首であるペロン職は中央広場で選出された。

### 15世紀から今日まで
ブルゴーニュ公シャルルに征服された1467年から19世紀まで、町は徐々に衰退の道を歩んだ。市の防備は1675年に解かれ、フランス支配下の18世紀末には宗教的会合の多くが解散させられた。1830年から空き家には教育施設や医療施設が入居するようになり、19世紀末には果物の生産で知られるようになった。
ベルギーにドイツ軍が侵攻した1914年8月9日、市内でも市民20人が殺され、多数の建物が被害を受けた。戦後は復興と新興住宅地の造営が急ピッチで進められた。
第二次世界大戦中、街の飛行場は1944年までドイツ空軍の有名な夜間戦闘航空団の基地にされた。夜間航空戦を中心に計121機を撃墜したドイツのエース・パイロット、ハインツ＝ヴォルフガング・シュナウファーが「サン・トロンの幽霊」とイギリス兵にあだ名されたのはこのためである。この空港は現在でも供与されている。

## 名所
- 17世紀に建てられた市庁舎。附随する鐘楼とあわせて1999年にユネスコの世界遺産（ベルギーとフランスの鐘楼群の一部）に登録された。建物のいちばん古い部分は13世紀にさかのぼる。
- 15世紀の聖母教会。市庁舎の隣にある。
- ベギン会の聖アグネス修道院。13世紀の建造で、フランドル地方のベギン会修道院群の一部で世界遺産に登録されている。
- 11世紀に建てられたロマネスク様式の聖トルード修道院の塔と地下聖堂。ロマネスク様式の建築物にはほかに聖ピーテル教会、聖ハンフルフ教会、フフェリンヘン礼拝堂などがある。
- 修道院広場に建つ聖トルードの像。地面には子午線が引かれ、日時計が置かれる。
- 市庁舎の破風やミンデルブルーデル教会など、バロック様式の好例となるものも数箇所ある。

## スポーツ
当地を本拠地とするサッカークラブに シント＝トロイデンVVがある。

## ゆかりの人物
- 聖女クリスティーナ（1150年 - 1224年）
- カルトゥジオのデニス（1402年 - 1471年） 神学者、神秘論者
- トゥー・ド・メランド伯バルテレミー・テオドール（1794年 - 1874年） 政治家、元首相
- オルダス・ハクスリー（1894年 - 1963年） イギリスの作家。妻はシント＝トロイデン出身のマリア・ニース
- デジレ・コラン（1943年 - ） 医師、化学者
- フランク・ディビュナー（1961年 - ） 宇宙飛行士。生まれはヘントだが、1986年から市内に住んでいる
- ダニー・ボファン（1965年 - ） サッカー選手。元ベルギー代表
- ルート・ボファン（1987年 - ） サッカー選手
- ティナ・ブリデ（1977年 - ） ミュージシャン、ダンサー
- シモン・ミニョレ（1988年 - ） サッカー選手
- イーラ・ファヌト（1994年 - ）フィギュアスケート選手
- マールテン・ファンデフート（2002年 -　）サッカー選手

## 姉妹都市
- デュラス（フランス）
- ヴェールト（オランダ）
- ヌエバギネア（ニカラグア）